# Julie Dahey
Julie Dahey (fallecida después de 1782), fue una francesa plantadora de Saint-Domingue.
Julie Dahey era miembro de la clase gens de couleur o personas de color libres en la isla. En 1767, siguiendo una costumbre común en Saint-Domingue, se convirtió en la amante del rico plantador blanco de caña de azúcar Sieur Thomas Peignanan, con el título de menagere o ama de llaves, con quien  tuvo siete hijos.
Después de los Guerra de los Siete Años, se hizo habitual entre los franceses mudarse temporalmente a la colonia de Saint-Domingue para hacer fortuna antes de regresar a Francia; mientras estaban allí, no se casaban entre la aristocracia blanca de ricos plantadores sino que convivían en plaçage con una mujer libre de color, a la que legaban tierras, esclavos, negocios y propiedades cuando regresaban a Francia o morían. Esto creó una clase empresarial significativa de personas libres de color acomodadas en Saint-Domingue, entre quienes Nanette Pincemaille (fallecida después de 1784), Anne Laporte (fallecida después de 1783) y Julie Dahey eran ejemplos notables.
Julie Dahey dirigió una plantación de café desde 1779, y una fábrica de cerámica y ladrillos en Croix des Bouquets en compañía de Sieur La Bacheliere. En 1781, alquiló tierras de la Corona a plazos favorables y fundó una plantación de azúcar con derecho a comprarla cuando el contrato expiró doce años más tarde. En 1782, Peignanan escribió un testamento en el que Dahey recibió bienes personales y su hermana Catherine la propiedad de su plantación con la condición de que la alquilara a Julie Dahey; además se le concedieron 12.000 livres y a sus siete hijos tres de sus esclavos cada uno. Julie Dahey, junto a Zabeau Bellanton, se encontraba entre las figuras principales de las personas de negocios entre la gens de couleur en Saint-Domingue con anterioridad a la Revolución haitiana.